# Moodsville Volume 1
Moodsville Volume 1 è un album di Red Garland, pubblicato dalla Moodsville Records nel 1960. Il disco fu registrato l'11 dicembre 1959 al Rudy Van Gelder Studio di Englewood Cliffs, New Jersey (Stati Uniti).

## Tracce
Lato A
1. We'll Be Together Again – 5:37 (Carl Fisher, Frankie Laine)
2. Stella by Starlight – 4:25 (Victor Young, Ned Washington)
3. I Heard You Cried Last Night – 4:48 (Ted Grouya, Jerry Kruger)
4. Softly Baby – 5:54 (Red Garland)

Lato B
1. When Your Lover Has Gone – 5:54 (Einar A. Swan)
2. Wonder Why – 4:25 (Nicholas Brodszky, Sammy Cahn)
3. The Blue Room – 5:44 (Richard Rodgers, Lorenz Hart)
4. The Red Blues – 3:05 (Red Garland)

## Musicisti
- Red Garland - pianoforte
- Eddie "Lockjaw" Davis - sassofono tenore (brani : A1, A4 & B1)
- Sam Jones - contrabbasso
- Art Taylor - batteria